# ملاحسن وارث
ملاحسن وارث از بازاریان تهرانی بود، که در دوره نخست بعنوان نماینده تهران در مجلس شورای ملی حضور داشت.